# إيست لندن
إيست لندن (بالإنجليزية: East London) أي لندن الشرقية وهي مدينة تقع في جنوب شرق جنوب أفريقيا مُطِلة على المحيط الهندي تسمى باللغة الأفريكانية أوس لندن وباللغة الخوسية إيمونتي تقع المدينة في مقاطعة كيب الشرقية وتقع بين نهر بوفالو ونهر ناهون، عدد سكانها أكبر من 267,000 نسمة حسب إحصاء سنة 2011 ومساحة المدينة 168.86 كيلو متر مربع، تسكُن المدينة أغلبية سوداء مع وجود أقليات من البيض والهنود و الآسيويين وأغلبيتها العرقية هم من الخوسا مع وجود الأفريكان.

## المناخ
يظهر الجدول التالي التغييرات المناخية على مدار السنة لإيست لندن:
| البيانات المناخية لـإيست لندن                        | البيانات المناخية لـإيست لندن | البيانات المناخية لـإيست لندن | البيانات المناخية لـإيست لندن | البيانات المناخية لـإيست لندن | البيانات المناخية لـإيست لندن | البيانات المناخية لـإيست لندن | البيانات المناخية لـإيست لندن | البيانات المناخية لـإيست لندن | البيانات المناخية لـإيست لندن | البيانات المناخية لـإيست لندن | البيانات المناخية لـإيست لندن | البيانات المناخية لـإيست لندن | البيانات المناخية لـإيست لندن |
| الشهر                                                | يناير                         | فبراير                        | مارس                          | أبريل                         | مايو                          | يونيو                         | يوليو                         | أغسطس                         | سبتمبر                        | أكتوبر                        | نوفمبر                        | ديسمبر                        | المعدل السنوي                 |
| ---------------------------------------------------- | ----------------------------- | ----------------------------- | ----------------------------- | ----------------------------- | ----------------------------- | ----------------------------- | ----------------------------- | ----------------------------- | ----------------------------- | ----------------------------- | ----------------------------- | ----------------------------- | ----------------------------- |
| الدرجة القصوى °م (°ف)                                | 36.4 (97.5)                   | 42.6 (108.7)                  | 38.6 (101.5)                  | 35.9 (96.6)                   | 37.0 (98.6)                   | 32.8 (91.0)                   | 34.3 (93.7)                   | 37.5 (99.5)                   | 41.7 (107.1)                  | 40.9 (105.6)                  | 40.3 (104.5)                  | 38.2 (100.8)                  | 42.6 (108.7)                  |
| متوسط درجة الحرارة الكبرى °م (°ف)                    | 25.6 (78.1)                   | 25.7 (78.3)                   | 25.0 (77.0)                   | 23.7 (74.7)                   | 22.6 (72.7)                   | 21.1 (70.0)                   | 20.9 (69.6)                   | 21.0 (69.8)                   | 21.0 (69.8)                   | 21.5 (70.7)                   | 22.7 (72.9)                   | 24.5 (76.1)                   | 22.9 (73.2)                   |
| المتوسط اليومي °م (°ف)                               | 21.6 (70.9)                   | 21.6 (70.9)                   | 20.8 (69.4)                   | 18.9 (66.0)                   | 17.1 (62.8)                   | 15.4 (59.7)                   | 15.1 (59.2)                   | 15.4 (59.7)                   | 16.3 (61.3)                   | 17.2 (63.0)                   | 18.7 (65.7)                   | 20.4 (68.7)                   | 18.2 (64.8)                   |
| متوسط درجة الحرارة الصغرى °م (°ف)                    | 18.4 (65.1)                   | 18.5 (65.3)                   | 17.7 (63.9)                   | 15.2 (59.4)                   | 12.8 (55.0)                   | 10.7 (51.3)                   | 10.3 (50.5)                   | 10.9 (51.6)                   | 12.4 (54.3)                   | 13.9 (57.0)                   | 15.5 (59.9)                   | 17.0 (62.6)                   | 14.4 (57.9)                   |
| أدنى درجة حرارة °م (°ف)                              | 9.0 (48.2)                    | 11.0 (51.8)                   | 10.3 (50.5)                   | 7.2 (45.0)                    | 4.4 (39.9)                    | 2.6 (36.7)                    | 1.8 (35.2)                    | 3.1 (37.6)                    | 5.0 (41.0)                    | 5.9 (42.6)                    | 8.5 (47.3)                    | 8.4 (47.1)                    | 1.8 (35.2)                    |
| الهطول مم (إنش)                                      | 69 (2.7)                      | 92 (3.6)                      | 105 (4.1)                     | 83 (3.3)                      | 52 (2.0)                      | 40 (1.6)                      | 47 (1.9)                      | 78 (3.1)                      | 80 (3.1)                      | 102 (4.0)                     | 110 (4.3)                     | 63 (2.5)                      | 921 (36.3)                    |
| متوسط أيام هطول الأمطار (≥ 1.0 mm)                   | 9                             | 9                             | 9                             | 7                             | 5                             | 4                             | 3                             | 5                             | 7                             | 9                             | 9                             | 8                             | 84                            |
| متوسط الرطوبة النسبية (%)                            | 80                            | 82                            | 82                            | 78                            | 72                            | 66                            | 67                            | 71                            | 77                            | 78                            | 80                            | 80                            | 76                            |
| ساعات سطوع الشمس الشهرية                             | 220.5                         | 191.7                         | 204.0                         | 219.3                         | 227.3                         | 221.1                         | 236.6                         | 234.0                         | 205.7                         | 208.5                         | 215.6                         | 239.7                         | 2٬624                         |
| المصدر #1: NOAA, الأرصاد الجوية الألمانية (extremes) |                               |                               |                               |                               |                               |                               |                               |                               |                               |                               |                               |                               |                               |
| المصدر #2: South African Weather Service             |                               |                               |                               |                               |                               |                               |                               |                               |                               |                               |                               |                               |                               |

## توأمة
لإيست لندن اتفاقيات توأمة مع:
- كيلونغ

## أعلام
- مارك باوتشر
- جودي شيكتر
- هوارد فيليبس
- الياس كارالمبوس
- ناتالي غراندين
- بوبي بريثويت
- نورمان نورتن
- بريندان أوغسطين